# 岩内大火
岩内大火（いわないたいか）は、1954年（昭和29年）9月26日に北海道岩内郡岩内町で発生した大規模な火災である。
洞爺丸台風（台風15号）襲来時の出火という悪条件により、市街の8割に相当する3,298戸が焼失した。

## 状況
北海道岩内町は、積丹半島西海岸の基部に位置する町である。水産資源に恵まれたこの地は北海道の中でも和人の定着が早く、江戸時代中期から鰊の千石場所として栄えていた。
午後8時15分頃、岩内市街の南西部に位置する相生町で、木造平屋建て11世帯の「西口アパート」から出火。台風下の警戒で市街を巡回していたポンプ車が駆けつけ消火に当たるものの、南の烈風は風速が24 - 40メートルに達し、ノズルから噴出する水は霧状となって火に届かないばかりか、風で職員も吹き倒されるほどだった。合計6台のポンプ車で火に立ち向かうもなす術が無く、隣家、さらに風下の倉庫に引火し、大量の火の粉を撒き散らしつつ炎上する。3点を基点として火は市街北部へと広がった。
風向きが南の烈風であるため、北側まで焼けぬけて港に達すれば自然鎮火するものと思われた。しかし台風が接近するにつれて風向きは南西、そして西へと変わり、火は重要建築物が集まる東側の大和、万代方面へ向かう。あまつさえ港湾施設にも火が進入し、漁船の燃料用として貯蔵されていた重油やガソリンのドラム缶が大爆発を起こした。目撃者の証言では、燃え上がるドラム缶が2キロメートルも風下に吹き飛び、墜落しては火を広げていったという。さらに港内の漁船にも延焼、燃え上がる船は暴風に吹き流され、漂着した大浜方面にも火を広げた。午前0時頃には逆に東の強風となり、安全と思われていた万代方面も被災した。
火は午後8時頃から翌日27日の午前6時まで市街を時計回りに燃え進み、結局市街地の8割が焼失した。
焼失戸数3,298戸、焼失面積32万坪、罹災者16,622人、死者35人（焼死33人、溺死2人）、負傷者551人、行方不明3人。
戦後の大火としては、地震による出火を除けば鳥取大火、飯田大火に次いで全国3位となる。

## 出火原因
9月26日の午後から夜にかけて台風15号が勢力と速度を上げつつ日本海を北上し、北海道に迫りつつあった。このため台風を恐れて少なからぬ住民が避難したものの、アパートの住人が消し忘れた火鉢の火が飛び火して出火の原因となった。

## 被災地域
- 相生
- 御崎
- 大和
- 万代
- 大浜
- 栄
- 清住
- 東山

## 被災した重要建築物
- 岩内公共職業安定所
- 北海道銀行岩内支店
- 北海道水産物検査所岩内出張所
- 北海道電力小樽支店岩内営業所
- 日本専売公社岩内出張所
- 北海道水産
- 北海道拓殖銀行岩内支店
- 日本食糧事務所岩内出張所
- 北洋相互銀行岩内支店
- 北海海運局岩内出張所
- 岩内水産加工業協同組合
- 函館統計調査事務所岩内出張所
- 北海道中央バス岩内営業所
- 岩内駅
- 北海道開発局岩内港修築事務所
- 岩内駅前郵便局
- 公民館
- 岩内林産物検査員派出所
- 岩内救難所
- 岩内郡漁業協同組合
- 日本通運株式会社岩内支店
- 火葬場

## その後
一町村の8割を焼き尽くすという被害ながら、同じ26日午後7時頃には天候の回復を信じて出港した青函連絡船洞爺丸が函館市の七重浜沖で操縦不能となり、数時間後には座礁・沈没（洞爺丸事故）するという事故が起こった。世間の耳目は洞爺丸事故の方に集まり、全国報道は微々たるものだった。
また、火元の住人Mは、1956年（昭和31年）に札幌簡易裁判所において罰金3万円の判決を受けた。

## 備考

### 木田金次郎と水上勉への影響
- 岩内在住の画家・木田金次郎は、それまで描き溜めていたデッサンや油絵など千数百点をすべて焼失したが、その後ふたたび創作に着手した[1]。
- 小説家の水上勉は、自作の推理小説「飢餓海峡」において、洞爺丸事故と岩内大火を参考にした出来事を導入部に用いている（作中では、2つの出来事は1947年に発生したと設定）。

### 資料展示
岩内町にある岩内町郷土館では「岩内大火と復興」という常設展示コーナーを設けており、大火当時の写真や数々の展示物現品を見ることが出来る。